# Рениеро Дзено
Рениеро Дзено (на италиански: Reniero Zeno) е четиридесет и пети дож на Република Венеция от 1253 до 1268 г. Управлението му е белязано от търговски войни с Генуа.
Първите сведения за Дзено са като дипломат във Франция и Италия, където той рискува да бъде отлъчен от папата, защото подтиква Болоня да спре да плаща данъци. Безспорно той е мъж с големи способности и освен дипломат е и умел търговец. През 1240 г.  като съветник на дожа Джакопо Тиеполо е до него по време на обсадата на Ферара, а през 1244 г. е назначен за главнокомандващ флота.
Още преди да бъде избран за дож войната с Генуа избухва като двете морски държави си оспорват манастира „Сан Сава“ в Тир. През 1255 г. генуезците го превземат, разрушавайки венецианския квартал. Лоренцо Тиеполо, по това време адмирал на венецианския флот, а впоследствие и наследник на Зено на поста дож, успява да разбие генуезците през 1257 г. и отнася във Венеция ценни артефакти от вече разграбения манастир, в това число колоните, които днес могат да бъдат видени в Двореца на дожите. Победена, Генуа решава да насочи удара си към Константинопол, който симпатизира на Венеция, и да смени управляващата дотогава династия на Ласкаридите с тази на Палеолозите. Превземането на Константинопол от кръстоносците блокира достъпа на венецианците до Черно море. Венеция отговаря с две важни морски победи – битката при Мореа през 1262 г. и битката при остров Спецес през 1263, които подобряват значително положението на венецианците, но не решават кардинално проблема. През 1265 г. Венеция поисква петгодишно примирие, а през 1270 г. се стига до окончателния мир. По това време вече Рениеро Дзено е мъртъв, а Венеция повече не е абсолютен лидер в морската търговия и си поделя привилегиите с Генуа.
Умира на 7 юли 1268 г.